# Kwaku Asomah-Cheremeh

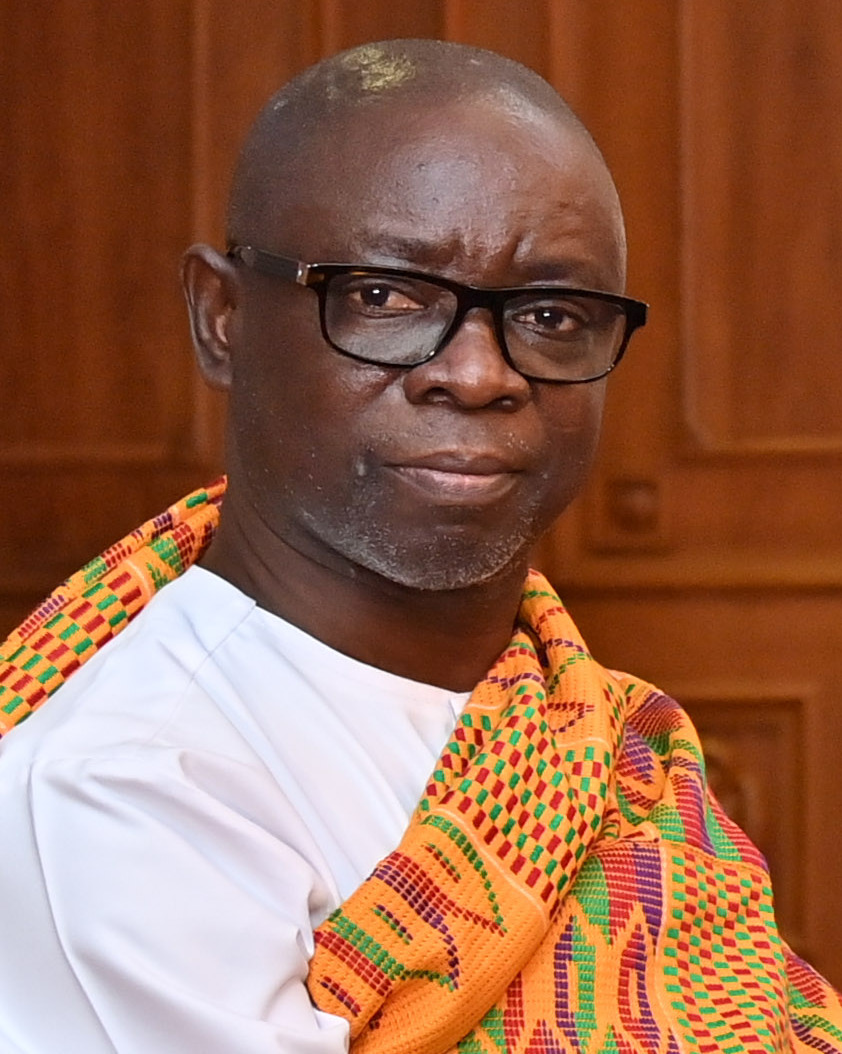
Kwaku Asomah-Cheremeh, 2022

Kwaku Asomah-Cheremeh (* 26. August 1964 in Berekum) ist ein ghanaischer Politiker (NPP) und Rechtsanwalt.

## Werdegang
Asomah-Cheremeh stammt aus Jinijini im Berekum West District in der Bono Region. Nach dem Schulbesuch in Kenyasi (1971 bis 1976) und Sunyani (1977 bis 1986) schloss er 1989 das Accra Worker’s College mit dem Advanced Level ab. 1994 beendete Asomah-Cheremeh sein dreijähriges Studium an der Universität von Ghana mit dem Bachelor of Arts in Rechts- und Politikwissenschaften, in seinem letzten Jahr war der Ghanaer an der Universität als Vorsitzender der National Union of Ghana Students (NUGS) engagiert. Seine weitere juristische Ausbildung erfuhr er an der Ghana School of Law, seit seiner Zulassung zur Anwaltschaft 1998 bis 2004 arbeitete er als Rechtsanwalt bei Akyede Legal Service in Sunyani und war zeitgleich als Lecturer an der Sunyani Polytechnic tätig. Seither war Asomah-Cheremeh als Solicitor bei verschiedenen Kanzleien Sunyanis angestellt und führt dort seit 2014 seine eigene Kanzlei Henewaa Chambers.
Im Januar 2010 setzte sich Asomah-Cheremeh bei der Wahl zum Vorsitzenden der New Patriotic Party (NPP) in der Brong Ahafo Region gegen Kwadwo Yeboah Fordjour mit 216:173 Stimmen durch. In dieser Funktion leitete er auch auf regionaler Ebene die NPP-Wahlkampagnen zu den Parlaments- und Präsidentschaftswahlen 2012 und 2016. Ab dem 17. Februar 2017 amtierte Asomah-Cheremeh im Kabinett Akufo-Addo als Regionalminister der Brong Ahafo Region, mit der Kabinettsumbildung vom 9. August 2018 wurde der Ghanaer zum Minister für Ländereien und natürliche Ressourcen (Minister of Lands and Natural Resources) berufen.
Asomah-Cheremeh ist verheiratet und hat drei Kinder. Sein Bruder Kwasi Ameyaw-Cheremeh ist ebenfalls Politiker und seit 2009 Mitglied des nationalen Parlaments.